# Hislopia cambodgiensis
Hislopia cambodgiensis is een mosdiertjessoort uit de familie van de Hislopiidae. De wetenschappelijke naam van de soort is voor het eerst geldig gepubliceerd in 1880 door Jullien.